# Flashmob
Un flashmob, traducido literalmente del inglés como «multitud relámpago» (flash: ‘destello, ráfaga’; mob: ‘multitud’), es una acción organizada en la que un gran grupo de personas se reúne de repente en un lugar público, realiza algo inusual y luego se dispersa rápidamente. A menudo el propósito es entretenimiento, sátira, y/o una expresión artística. Por tanto, una traducción válida, no literal, del término sería «acto multitudinario relámpago». Suelen convocarse a través de los medios informáticos (móviles o celulares, e Internet) y en la mayor parte de los casos no tienen ningún fin más que el entretenimiento, pero pueden convocarse también con fines políticos o reivindicativos. Los flash mobs pueden estar organizados mediante telefonía, redes sociales, o correos electrónicos virales.
Una de las particularidades de estas «tribus temporales» es que no requieren contar con el apoyo de los medios de comunicación de masas para comunicarse, coordinarse y actuar de manera conjunta, ya que su comunicación funciona a través de redes sociales virtuales. Se trata de individuos que, apoyados por las tecnologías de comunicación, difunden mensajes a sus redes sociales de amigos y conocidos, los cuales hacen lo mismo hasta construir una gran cadena de comunicación que es capaz de movilizar a miles de personas.
Recientemente, la actividad ha sido utilizada como parte de campañas publicitarias de diversos productos, programando la reunión en algún sitio público pero con la participación de bailarines y artistas que simulan un flashmob tradicional pero incluyendo aspectos de la marca que se promueve.

## Organización

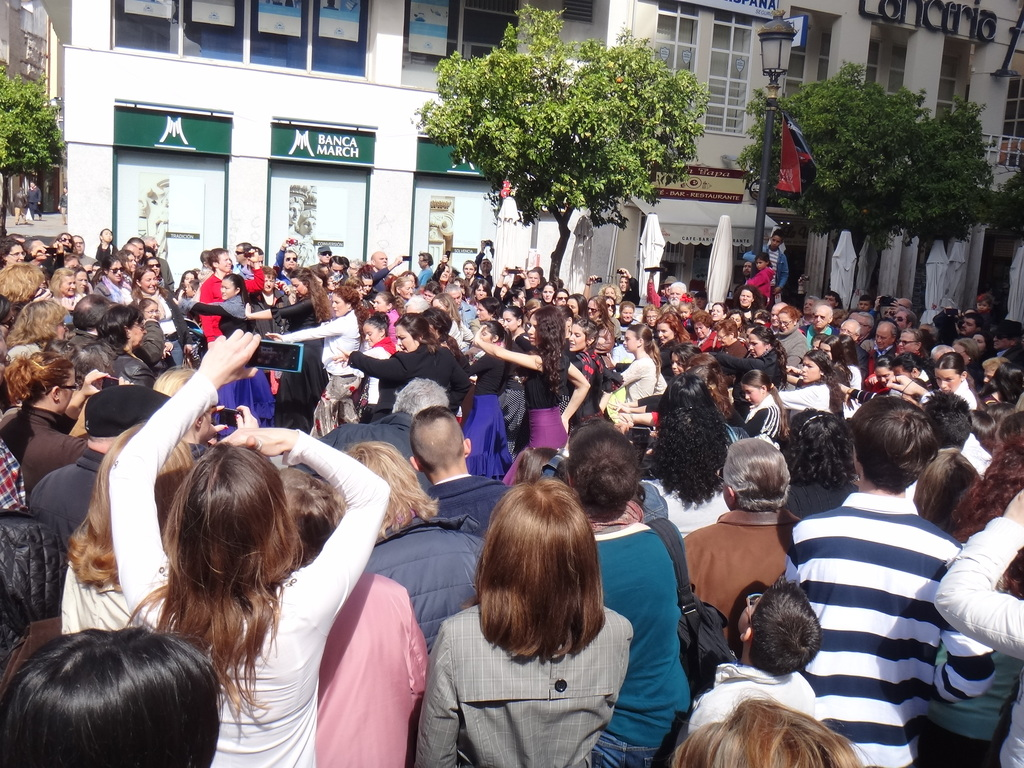
Flashmob flamenco

Basta con que alguien convoque a una manifestación a través de un mensaje, canalizado por algún soporte digital, para que comience el efecto «bola de nieve». Algunos de los canales utilizados son:
- Internet: web, foros, comunidades virtuales, correo electrónico, blog, chat.[7]
- cadena de mensajes de texto.
- transmisión oral.

En estos mensajes se informa el día, lugar y hora exacta del encuentro. Ya que los flashmob pueden durar apenas unos minutos, se requiere que todos los participantes sincronicen sus relojes bajo una hora oficial. Otra particularidad de este fenómeno es que a los convocados no siempre se les informa sobre el tipo de movilización que se realizará, ya que eso se comunica en el mismo lugar de encuentro (o en un bar cercano a donde se hará la manifestación).
En su sentido estricto, como lo relata Rheingold, estas intervenciones relámpago son un fenómeno social (originado por el público en los medios directos de redes sociales digitales y SMS), por lo que el uso de presentaciones similares por parte de agencias publicitarias y promotores de productos, es un ardid que imita pero no se constituye en un flashmob, y en muchas legislaciones puede estar violando leyes de veracidad y regulación publicitaria, pues este engaño lleva a interpretaciones alejadas de la realidad y no son éticos, a menos que aclaren que es un producto elaborado y no una agrupación instantánea de personas voluntarias.

## Historia

### Orígenes
El fenómeno de los flashmobs comenzó con la publicación en octubre de 2002 del libro del sociólogo Howard Rheingold, Smart Mobs: The Next Social Revolution. En este libro el autor predecía que la gente usaría las nuevas tecnologías de comunicación (Internet, teléfonos móviles o celulares) para autoorganización. En junio de 2003 Rob Zazueta de San Francisco, después de haber leído las obras de Rheingold, creó la página web Flocksmart.com en la que por primera vez los mobbers empezaron a planear sus reuniones.

### Primer flash mob

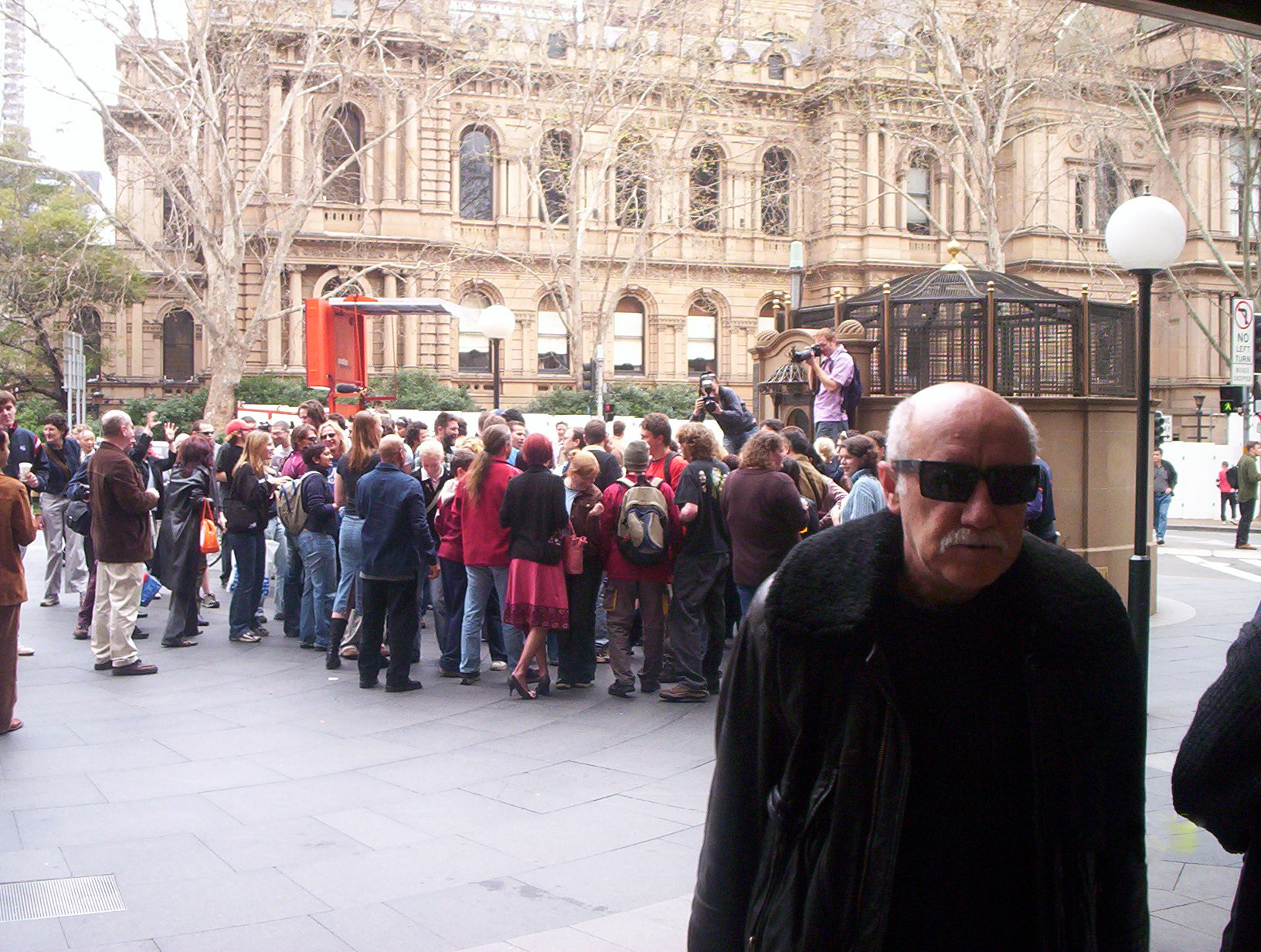
El flash mobbing fue rápidamente imitado fuera de Estados Unidos. Esta foto es de "sydmob" 2003, el primer flash mob celebrado en Sídney, Australia.

Los primeros flash mobs fueron creados en Manhattan en 2003, por Bill Wasik, redactor jefe de Harper's Magazine. El primer intento fracasó después que alguien contó a las personas de la tienda sobre lo que iba a pasar.  Wasik evitó este tipo de problemas durante el primer flash mob de éxito, que tuvo lugar el 17 de junio de 2003 en los grandes almacenes Macy's en Nueva York, enviando a los participantes a zonas preliminares –en cuatro bares de Manhattan– donde recibieron más instrucciones sobre el evento final y el lugar justo antes de que comenzara el evento.
Para prevenir los problemas del primer intento, Wasik se reunió con los participantes en unos puntos de encuentro preliminares –cuatro bares de alrededores de Manhattan– donde fueron repartidas las instrucciones con la información sobre lo que iban a hacer y el lugar donde se realizaría el evento justo antes del comienzo de este. Más de 130 personas convergieron en el departamento de alfombras del noveno piso de la tienda, reuniéndose en torno a una costosa alfombra. A cualquiera que se le acercara un dependiente le aconsejaba que dijera que los reunidos vivían juntos en un almacén a las afueras de Nueva York, que estaban comprando una "alfombra del amor" y que tomaban todas sus decisiones de compra como grupo. Posteriormente, 200 personas inundaron el vestíbulo y el entresuelo del hotel Hyatt en aplausos sincronizados durante unos 15 segundos, y una boutique de zapatos del SoHo fue invadida por participantes que fingían ser turistas en un viaje en autobús.
Wasik afirmó que creó los flash mobs como un experimento social diseñado para burlarse de los hippies y poner de relieve el ambiente cultural de conformidad y de querer ser un insider o parte de "la próxima gran cosa".The Vancouver Sun escribió: "Puede que le haya salido el tiro por la culata .... En cambio, [Wasik] puede haber acabado dando a la conformidad un vehículo que le permitiera parecer disconforme." En otra entrevista dijo que "los flash mobs empezaron como una especie de experimento social lúdico destinado a fomentar la espontaneidad y las grandes reuniones para tomar temporalmente zonas comerciales y públicas simplemente para demostrar que podían hacerlo". 

### Precedentes y precursores
En la Tasmania del siglo XIX, el término flash mob se utilizaba para describir una subcultura formada por mujeres presas, basándose en el término flash language para la jerga que utilizaban estas mujeres. El término australiano del siglo XIX flash mob se refería a un segmento de la sociedad, no a un acontecimiento, y no mostraba otras similitudes con el término moderno flash mob o los acontecimientos que describe.
En 1973, el relato "Flash Crowd" de Larry Niven describía un concepto similar al de las flash mobs. Con la invención del popular y muy barato teletransporte, una discusión en un centro comercial –que casualmente cubre un equipo de noticias– se convierte rápidamente en un motín. En la historia, la cobertura informativa atrae la atención de otras personas, que utilizan la tecnología ampliamente disponible de la cabina de teletransporte para aglomerarse primero en ese suceso –intensificando así los disturbios– y luego en otros sucesos a medida que se producen. Comentando el impacto social de esas turbas, un personaje (que expresa la opinión de la policía) dice: "Las llamamos flash crowds, y las vigilamos". En relatos cortos relacionados, se las nombra como un lugar privilegiado para que se lleven a cabo actividades ilegales (como carteristas y saqueadores). Lev Grossman sugiere que el título de la historia es una fuente del término "flash mob".

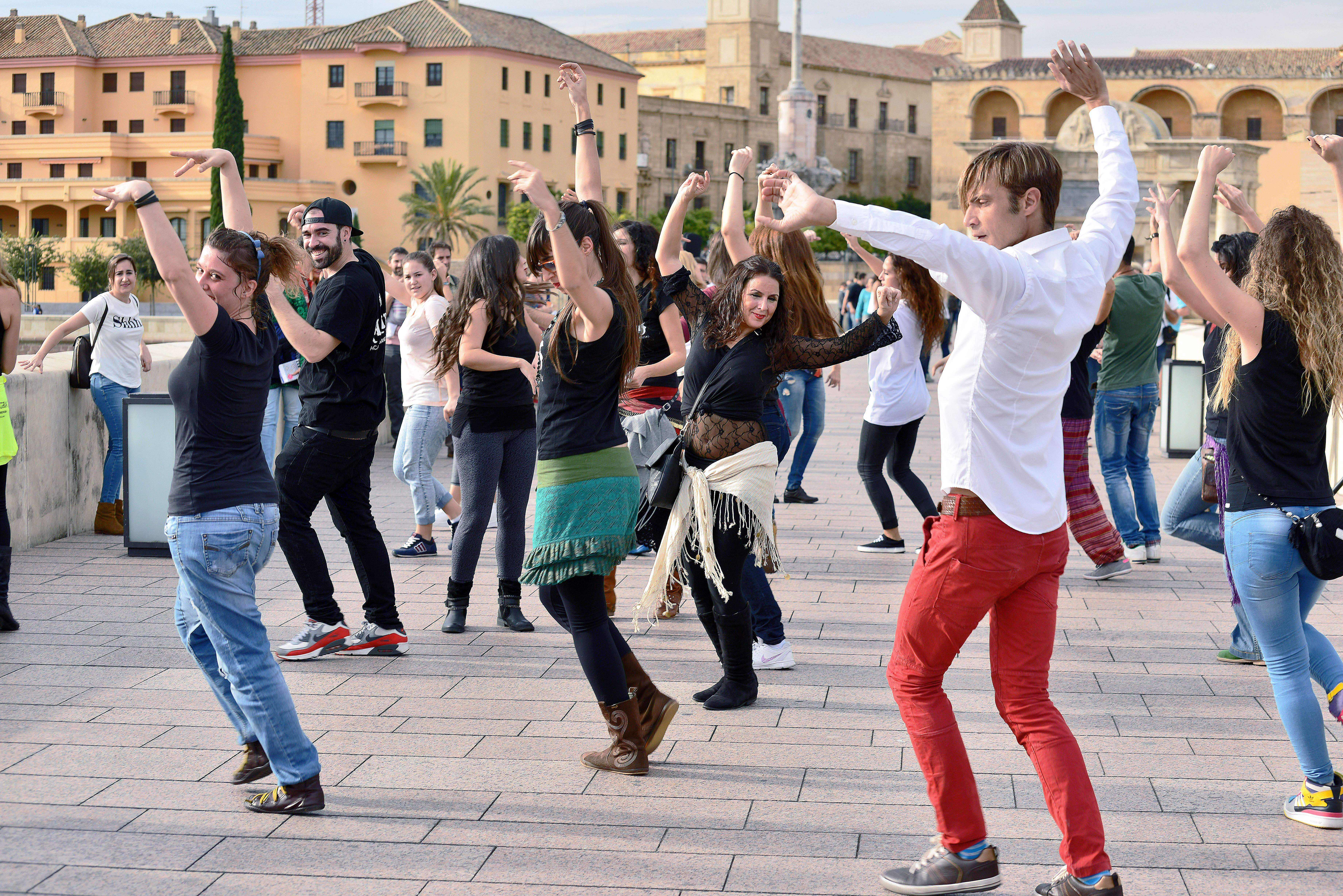
Gente bailando en el evento Flashmob Eutopía 15 mientras cruza la Puerta del Puente en Córdoba, España (2015)

Los flash mobs comenzaron como una forma de performance art. Aunque comenzaron como un acto apolítico, los flash mobs pueden compartir similitudes superficiales con las demostraciones políticas.  En la década de 1960, grupos como los Yippies utilizaron el teatro callejero para exponer al público cuestiones políticas. Los flash mobs pueden considerarse una forma especializada de smart mob, un término y un concepto propuestos por el autor Howard Rheingold en su libro de 2002 Smart Mobs: The Next Social Revolution'.

## Objetivos y derivaciones
Los flashmobs empezaron como espectáculos sin sentido, y se considera que la única razón posible para organizar estos encuentros es la diversión. Los matices sociales y políticos convierten los flashmobs en smartmobs. Sin embargo, hoy en día a todos los eventos sociopolíticos de estas características se les suele denominar flashmobs. Es la manera más fácil, operativa y menos peligrosa de mostrar la opinión pública o llamar la atención hacía algún problema existente.
Las absurdmobs tienen un matiz diferencial, y es que se centran en generar actos colectivos de invasión en el orden social a través de llevar a cabo un gesto absurdo multitudinario. La primera absurdmob se realizó el 9 de noviembre de 2006 en Barcelona (España), y consistió en unas 25 personas que empezaron a patear latas de Coca-Cola en la plaza del Borne, y posteriormente se dispersaron. La otra característica de las absurdmobs es que las imágenes de documentación que los absurdmovers registran en sus acciones son reutilizadas, si se desea, de modo absurdo, como por ejemplo, utilizar las imágenes de la pateada de latas para enviarles un correo electrónico a Coca-Cola y decirles que esa actividad fue una manifestación con el siguiente lema: «La Coca-Cola ya no tiene el mismo gusto».
La segunda absurdmob que se conoce fue realizada por una serie de alumnos universitarios, también de Barcelona. Consistía en un movimiento desordenado de las sillas de una aula. Estas imágenes sirvieron para una protesta enviada al Ministerio de Educación con el siguiente lema: «Protesta de los alumnos no becados por el ministerio».
Los objetivos de las absurdmobs, como su nombre hace prever, retoman el carácter inicial de las primeras flashmobs: actividades comunitarias de autoorganización con medios telemáticos. El objetivo de las absurdmobs es potenciar el carácter de espectacularización que conlleva ponerse de acuerdo multitudinariamente para una actividad absurda y un proceso de manipulación del sentido que pueden tener las imágenes de multitudes en los medios. El 2 de agosto de 2016, el flashmob que unos jóvenes alemanes organizaron en Platja d'Aro (Girona, España) provocó llantos, desmayos y ataques de ansiedad al confundirse con un ataque terrorista.

## Actos multitudinarios relámpago famosos
Algunos de los más famosos actos multitudinarios relámpago son:
- el que se llevó a cabo el 26 de febrero de 2012 en una plaza de Moscú con la canción «Puttin' on the Ritz» de Irving Berlin.[24]
- o el que se desarrolló en la estación de trenes de Amberes con la canción «Do-Re-Mi» de los compositores estadounidenses Rodgers y Hammerstein y que aparecía en la película The Sound of Music (llamada en España «Sonrisas y lágrimas» y en Hispanoamérica «La novicia rebelde»).[25]